# 中子源
中子源是能释放出中子的装置。中子源有很多种，从手持放射性源到中子研究设施的研究堆和裂变源。中子源釋放中子的規模受中子的能量、中子通量、设备的大小、建造和維護中子源的成本和政府的管制等影響。中子源装置在物理、工程、醫療、核武器、石油勘探、生物、化学、核动力和其他工业領域中有着广泛的用途。

## 小型裝置

### 自發分裂核素
有些放射性核素會以自發分裂的模式進行衰變，分裂時會釋放大量中子。最常用作中子源的自發裂變核素是鉲-252。這些自發裂變核素是在核反應爐中輻照鈾或超鈾元素靶核生產的，中子被靶核及其後續反應產物吸收後，最終轉變為自發裂變核素。鉲-252中子源的直徑通常為1/4"至1/2"，長度為1"至2"。典型的鉲-252中子源每秒發射107至109個中子。鉲-252的半衰期為2.6年，因此其中子放射量會在2.6年內降低一半。鉲-252中子源的成本一般為15,000至20,000美元。

### α衰變核素與輕元素混合材料
鈹、碳或氧等輕元素的同位素受到α粒子撞擊時會產生中子，因此可以混合輕質量核素與鐳-226、釙-210或鋂-241等α發射體來製造中子源，一般是將兩種材料的粉末混合。通常使用的材料組合有鈽-鈹（PuBe）、鋂-鈹（AmBe）或鋂-鋰（AmLi）等。α中子源通常每秒產生約106至108中子。α-鈹中子源中每106個α粒子可誘發產生約30個中子。此類中子源的使用壽命取決於使用的α衰變核素之半衰期。這類中子源的尺寸和成本與自發分裂中子源相當。